# Ante Puljić
Ante Puljić (Ljubuški, 5 november 1987) is een Bosnisch-Kroatisch voetballer. Hij is een centrale verdediger. Hij werd geboren in de stad Ljubuški, dat nu in Bosnië en Herzegovina ligt.

## Carrière
Nadat hij bijna heel zijn opleiding bij HNK Hajduk Split doorbracht, stapte Puljić over naar de eersteklasser NK Zadar. Daar werd hij een vaste waarde en promoveerde met de club naar de eerste klasse. Hij versierde in 2011 een transfer naar NK Lokomotiva Zagreb. Na slechts één wedstrijd te spelen voor zijn nieuwe club werd hij verhuurd aan de topploeg GNK Dinamo Zagreb die hem na dat jaar ook overnam. Dinamo Zagreb leende hem dan op haar beurt uit aan zijn vorige ploeg, Lokomotiva Zagreb.

### KAA Gent
Puljić tekende een contract bij het Belgische KAA Gent op 23 december 2013 voor 4 jaar. Op 3 januari 2014 sloot hij zich aan bij de selectie van zijn nieuwe club. Zijn debuut kwam er in de competitie tegen KV Kortrijk. In augustus 2015 verhuurden de Belgen Puljić aan de Roemeense club Dinamo Boekarest. Op 18 juli 2016 raakte bekend dat zijn contract bij KAA Gent ontbonden werd.

## Statistieken
| Seizoen         | Club                | Competitie      | Competitie | Competitie | Beker | Beker | Andere | Andere | Internationaal | Internationaal | Totaal | Totaal |
| Seizoen         | Club                | Competitie      | Wed.       | Dlp.       | Wed.  | Dlp.  | Wed.   | Dlp.   | Wed.           | Dlp.           | Wed.   | Dlp.   |
| --------------- | ------------------- | --------------- | ---------- | ---------- | ----- | ----- | ------ | ------ | -------------- | -------------- | ------ | ------ |
| 2007/08         | NK Zadar            | 1.HNL           | 29         | 1          | 0     | 0     | 0      | 0      | 0              | 0              | 29     | 1      |
| 2008/09         | NK Zadar            | 1.HNL           | 25         | 2          | 0     | 0     | 0      | 0      | 0              | 0              | 25     | 2      |
| 2009/10         | NK Zadar            | 1.HNL           | 23         | 0          | 0     | 0     | 0      | 0      | 0              | 0              | 23     | 0      |
| 2010/11         | NK Zadar            | 1.HNL           | 29         | 1          | 0     | 0     | 0      | 0      | 0              | 0              | 29     | 1      |
| 2011/12         | Lokomotiva Zagreb   | 1.HNL           | 1          | 0          | 0     | 0     | 0      | 0      | 0              | 0              | 1      | 0      |
| 2011/12         | → Dinamo Zagreb     | 1.HNL           | 8          | 0          | 0     | 0     | 0      | 0      | 0              | 0              | 8      | 0      |
| 2012/13         | Dinamo Zagreb       | 1.HNL           | 10         | 1          | 0     | 0     | 0      | 0      | 3              | 0              | 13     | 1      |
| 2012/13         | → Lokomotiva Zagreb | 1.HNL           | 8          | 2          | 0     | 0     | 0      | 0      | 0              | 0              | 8      | 2      |
| 2013/14         | → Lokomotiva Zagreb | 1.HNL           | 14         | 1          | 0     | 0     | 0      | 0      | 0              | 0              | 14     | 1      |
| 2013/14         | KAA Gent            | Eerste klasse   | 14         | 1          | 2     | 0     | 0      | 0      | 0              | 0              | 16     | 1      |
| 2014/15         | KAA Gent            | Eerste klasse   | 4          | 0          | 0     | 0     | 0      | 0      | 0              | 0              | 4      | 0      |
| 2015/16         | → Dinamo Boekarest  | Liga 1          | 14         | 1          | 0     | 0     | 0      | 0      | 0              | 0              | 14     | 1      |
| Carrière totaal | Carrière totaal     | Carrière totaal | 179        | 10         | 2     | 0     | 0      | 0      | 3              | 0              | 184    | 10     |